# Epomophorus gambianus
Il pipistrello della frutta dalle spalline del Gambia (Epomophorus gambianus  Ogilby, 1835) è un pipistrello appartenente alla famiglia degli Pteropodidi, diffuso nell'Africa subsahariana.

## Descrizione

### Dimensioni
Pipistrello di medie dimensioni con la lunghezza della testa e del corpo tra 108 e 170 mm, la lunghezza dell'avambraccio tra 75 e 100 mm, la lunghezza della coda fino a 8 mm, la lunghezza del piede tra 20 e 27 mm, la lunghezza delle orecchie tra 19 e 28 mm e un peso fino a 155 g.

### Aspetto
La pelliccia è corta, soffice e leggermente lanuginosa. Le parti dorsali sono marroni chiare, più chiare sulle spalle e spesso con dei riflessi giallastri sulla testa, il collo e la groppa, la base dei peli è scura, mentre le parti ventrali sono più chiare, talvolta con l'addome bianco. Sono presenti due ciuffi di lunghi peli bianchi intorno a delle ghiandole situate su ogni spalla. Il muso è lungo e sottile, gli occhi sono grandi e marroni. Le labbra e le guance sono carnose ed espansibili. Le orecchie sono corte, con l'estremità arrotondata, marroni con i bordi più scuri e con due macchie bianche alla base anteriore e posteriore. Le ali sono marroni ed attaccate posteriormente alla base del secondo dito del piede. La coda è rudimentale o assente, mentre l'uropatagio è ridotto ad una sottile membrana lungo la parte interna degli arti inferiori. Sono presenti 4 creste palatali inter-dentali e 2 post-dentali. 

## Biologia

### Comportamento
Di giorno si rifugia singolarmente o in gruppi di 2-100 individui tra il fogliame alto degli alberi, tra i quali Khaya senegalensis, l'albero delle salsicce, Azadirachta indica e alcune specie di Mangifera, Cola, e Ficus. Il volo è lento, diretto e manovrato nella vegetazione. Può rimanere sospeso in volo. Diviene attivo al tramonto, quando i maschi iniziano ad emettere vocalizzazioni rumorose per attirare le femmine. Dopo circa 35 minuti termina l'esibizione e si invola singolarmente o in gruppi verso le zone dove cercare cibo.

### Alimentazione
È stata osservata mentre si nutre di frutti di Anacardium occidentale, Mango, Papaya, Diospyros mespiliformis, Diospyros senensis, Trichilia roka, Ficus umbellata, Guava, Vitellaria parkii e fiori di Kigelia pinnata, Adansonia digitata, specie di Bombax, Kapok, Maranthes polyandra, Parkia clippertoniana, Parkia flicoidea, Azadirachta indica e varie specie di Musa.

### Riproduzione
Danno alla luce un piccolo alla volta due volte l'anno, ad aprile e in ottobre, all'inizio della prima stagione delle piogge ed alla fine della seconda. L'allattamento di conseguenza avviene nel periodo più secco quando sono disponibili diverse specie di frutta.

## Distribuzione e habitat
Questa specie è diffusa nell'Africa subsahariana, in Senegal, Gambia, Mali e Burkina Faso meridionali, Guinea-Bissau, Guinea, Liberia, Costa d'Avorio settentrionale, Ghana, Togo, Benin, Nigeria, Camerun settentrionale, Repubblica Centrafricana, Sudan del Sud ed Etiopia occidentale.
Vive nelle savane alberate, talvolta nelle foreste pluviali e nelle mangrovie, nelle boscaglie montane e nelle radure fino a 500 metri di altitudine, sebbene la popolazione etiope viva fino a 2.000 metri.

## Conservazione
La IUCN Red List, considerato il vasto Areale, la popolazione numerosa e tollerante agli habitat degradati, classifica E.gambianus come specie a rischio minimo (Least Concern)).